# Kombu
La kombu o konbu (in giapponese 昆布) è un'alga molto usata in cucina per insaporire e addolcire in modo naturale, per ammorbidire altri cibi o semplicemente come una qualsiasi altra verdura.
Con questo nome viene commercializzata un'ampia gamma di alghe brune, appartenenti al gruppo delle laminarie, che crescono in abbondanza appena sotto la superficie dell'acqua. Il termine kombu può riferirsi ad almeno due alghe brune della classe delle Feoficee: Saccharina japonica (Giappone) e Laminaria digitata (Bretagna).

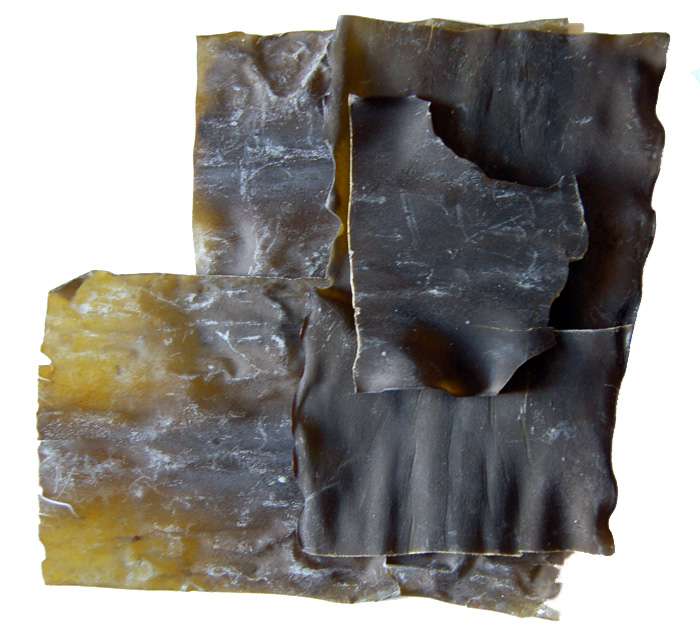
Alga Kombu utilizzata nella cucina giapponese

Tali alghe variano tra loro molto nella forma, ma in generale sono caratterizzate da larghe fronde, lisce e lucenti.
Sono state usate fin dall'antichità non solo in Estremo Oriente, ma lungo le coste atlantiche, con diverse denominazioni: wrack, tangle, oarweed. In inglese wrack significa alghe, rifiuti di mare (che talvolta sono usati per concimare), tangle significa millefoglie acquatico ed oarweed significa letteralmente erbacce che si attaccano ai remi.

## Sostanze contenute nell'alga e proprietà
L'alga Kombu è una buona fonte di acido glutammico, un amminoacido responsabile per l'umami.
La Kombu contiene una buona quantità di iodio, un minerale essenziale per la crescita e lo sviluppo, però a causa del suo alto contenuto di iodio la Kombu viene ritenuta responsabile di problemi alla tiroide, in particolare dopo aver bevuto notevoli quantità di latte di soia, nel quale la kombu sia stata usata come un additivo. Per questo motivo non è consigliato l'uso di Kombu per le persone che soffrono di ipertiroidismo. Un sostituto può essere trovato nella Wakame, che contiene un quantitativo minore di iodio.
Inoltre è una sorgente di fibra. La famiglia di alghe, di cui la Kombu fa parte, contiene una famiglia di enzimi che sono in grado di rompere i legami formati da zuccheri complessi, che non sono digeribili dall'intestino umano, causando aria intestinale, inclusi gli enzimi alfa-galattosidasi e beta-galattosidasi.

## Principali elementi attivi

### Acido alginico
Questo polisaccaride è un polimero composto da due differenti unità (acido D-mannuronico e L-galuronico). Per la sua struttura è molto simile alla pectina. A contatto con l'acqua forma un gel la cui viscosità dipende dalla concentrazione dei phicocolloidi, dal pH e dalla presenza di elettroliti. In un ambiente acido, quale lo stomaco, l'alginato di sodio forma un denso gel colloidale che agisce andando a formare un rivestimento gastrico, vicino alla mucosa di per sé molto sottile, circa 0,2 mm. Inoltre ha un valore in calorie praticamente nullo. Poiché gli enzimi digestivi non sono in grado di disgregarlo, l'acido alginico è considerato a tutti gli effetti una fibra che favorisce il transito intestinale.

### Laminarina
La laminarina costituisce oltre il 14% del peso secco della Laminaria digitata. È una riserva di polisaccaridi solforati (b 1-3 glucano), isolata per la prima volta nel 1885 da Schiedelberg, che le attribuì il nome laminarina dalla specie stessa dell'alga "laminaria". Questo polimero ha un'attività anticoagulante equivalente ad un terzo di quella dell'eparina. Vi sono due varietà di laminarina: solubile ed insolubile. Queste molecole hanno inoltre proprietà ipolipemizzanti e l'azione ipocolesterolemizzante è stata dimostrata con prove di laboratorio.

### Mannitolo
L'uso del mannitolo è legato alle sue proprietà chimiche e organolettiche: potere dolcificante pari a 70% di quello dello zucchero, potere calorico 2 kcal per grammo, proprietà reidratanti, diuretiche e antibatteriche.

### Iodio
È un elemento essenziale per la sintesi degli ormoni tiroidei. Questi ormoni stimolano il consumo di ossigeno a livello cellulare e prendono parte al processo di metabolizzazione dei grassi e dei carboidrati. Gli effetti positivi della laminaria digitata in compresse sui pazienti affetti da gozzo e da obesità sono dovuti alle sostanze ipolipemizzanti in essa contenute. Le proprietà antisettiche dello iodio vengono da tempo sfruttate dall'industria farmaceutica e cosmetica. La Laminaria digitata contiene fino a 10 volte più iodio del Fucus vesiculosus.

## Impieghi in cucina

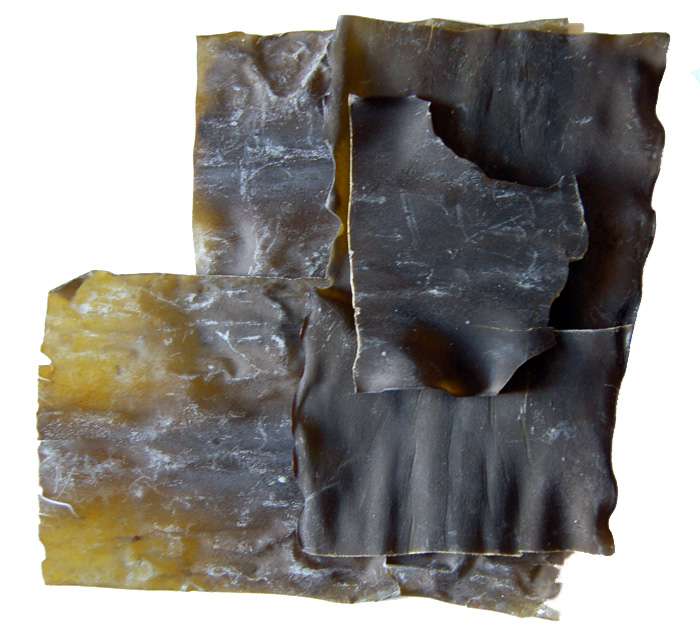
Alghe kombu essiccate

Una striscia di kombu messa a bagno e fatta cuocere brevemente nell'acqua costituisce una deliziosa base per zuppe e pasta in brodo. Questa preparazione, con l'aggiunta del katsuobushi, viene chiamata dashi e serve come base per preparare molti gustosi piatti giapponesi e il suo valore nutritivo era già ben noto molto tempo fa ai monaci buddisti, ai quali rigide regole proibivano l'uso di qualsiasi ingrediente di origine animale. Anche l'acido glutammico ha la proprietà di ammorbidire le fibre di altri cibi ed una striscia di kombu cotta con fagioli o castagne secche serve a renderli morbidi più in fretta e ad esaltarne il sapore, liberando sostanze nutritive di grande valore ed accrescendo in generale la digeribilità del piatto (indicata per chi soffre di fermentazioni intestinali). Tale processo è reciproco poiché anche la kombu diventa più morbida se cucinata con cibi ricchi di proteine.
L'alga Kombu se lasciata essiccare alcuni giorni all'aria si può sgranocchiare come spuntino. Le frittelle di Kombu sono gradite anche ai bambini. 
La kombu in Occidente è venduta secca ed impacchettata a strisce, in fiocchi, in polvere o in compresse. In Estremo Oriente si trova anche in altre forme. In Giappone esistono molti prodotti a base di kombu:
- Ne-kombu: radice ad uncino della kombu, ricca di minerali, molto fibrosa quindi necessita di un lungo ammollo e di una lunga cottura, ha un sapore ricco, dolce, simile a quello della liquirizia; viene cotta in acqua e condita con shoyu, finché diviene morbida e servita in piccole porzioni come accompagnamento ad altri piatti; è utile per rinforzare l'intestino.
- Natto-kombu: o kombu sminuzzata, è una striscia di kombu tagliata a filetti sottili, si può usare per preparare il dashi o brodo di base ed aggiungere alla preparazione come verdura.
- Kombu istantanea o tororo: qualità selezionata di kombu seccata al sole, messa a bagno in aceto di riso poco aspro per diversi giorni e poi tagliata in fili sottili come capelli, non richiede quasi cottura; si può aggiungere a zuppe a fine cottura o ammorbidire in acqua bollente e condita con shoyu per accompagnare altri piatti, ha un sapore dolce e leggermente agro.
- Polvere di kombu o kombu-ko: kombu di primissima qualità, seccata e macinata in polvere finissima, dal sapore dolce, è da spolverizzare sui cibi come condimento o cuocere in acqua per una bevanda nutriente.
- Kelp in polvere: è quella commercializzata dall'industria dell'alimentazione naturale, è normalmente macinata con varietà non selezionate di kombu atlantica ed è piuttosto grossolana, con un sapore di mare più forte della polvere di kombu giapponese; è talvolta usata come integratore alimentare e se aggiunta all'acqua del bagno è un eccellente tonico.

L'alga Kombu viene inoltre utilizzata nella preparazione del seitan.